# Ragnar Bjersby
Ragnar Harald Bjersby, född den 18 januari 1920 vid Bjers i Lärbro på Gotland, död den 7 mars 1998, var lektor i historia och författare. Han var bror till musikern Svante Pettersson.
Ragnar Bjersby är begravd på Lärbro kyrkogård.